# Championnats ibéro-américains d'athlétisme 1990
Navigation
Édition précédente Édition suivante
La 4e édition des Championnats ibéro-américains d'athlétisme se déroule du 14 au 16 septembre 1990 à la Vila Olímpica de Manaus, au Brésil.
Le nombre d'épreuves reste à 40, avec l'apparition du décathlon et de l'heptathlon, et l'annulation des marathons masculin et féminin en raison de la température élevée dans la région amazonienne.

## Participants
205 athlètes représentant 14 pays ont participé à ces quatrièmes championnats ibéro-américains.
| Amérique centrale et Caraïbes | Amérique du Sud                                                                                       | Europe               |
| ----------------------------- | --- | -------------------- |
| - Mexique - Panama            | - Argentine - Bolivie - Brésil - Chili - Colombie - Équateur - Paraguay - Pérou - Uruguay - Venezuela | - Espagne - Portugal |

## Faits marquants
En l'absence de Cuba, le duel entre l'Espagne et le Brésil, pays hôte, tourne à l'avantage de ce dernier, avec 37 médailles dont 17 d'or, contre 43 pour l'Espagne, mais seulement 14 d'or.
D'autre part, la proximité des  Jeux d'Amérique centrale et des Caraïbes prévus à Mexico entraîne une diminution du nombre de pays et d'athlètes engagés.
Robson da Silva s'adjuge un nouveau doublé 100-200, et ajoute une troisième médaille d'or sur le relais 4 × 100 mètres.

## Podiums

### Hommes
| 100 m (vent : +1,2 m/s) | Robson da Silva 10 s 12                                                                             | Fernando Botasso 10 s 34                                                  | Enrique Talavera 10 s 45                                                |
| 200 m (vent : +0,3 m/s) | Robson da Silva 20 s 43                                                                             | Marcelo Brivilati da Silva 21 s 43                                        | Luis Cunha 21 s 45                                                      |
| 400 m | Inaldo de Sena 46 s 54                                                                              | Cristián Courbis 47 s 07                                                  | Roberto Bortolotto 47 s 33                                              |
| 800 m | José Luíz Barbosa 1 min 46 s 18 CR                                                                  | Luis Migueles 1 min 46 s 97                                               | Luis Javier González 1 min 47 s 66                                      |
| 1 500 m | Víctor Rojas 3 min 42 s 86 CR                                                                       | Ángel Fariña 3 min 42 s 93                                                | José Valente 3 min 43 s 17                                              |
| 5 000 m | Antonio Serrano (en) 13 min 56 s 37                                                                 | Carlos Adán 13 min 56 s 69                                                | Antonio Silio 13 min 59 s 18                                            |
| 10 000 m | Antonio Silio 29 min 27 s 61                                                                        | Juan Carlos Paul 29 min 46 s 80                                           | Carlos de la Torre 29 min 49 s 19                                       |
| 110 m haies (vent : -2,5 m/s) | Carlos Sala 13 s 97                                                                                 | Joilto Bonfim 14 s 04                                                     | Lyndon Campos 14 s 61                                                   |
| 400 m haies | Eronilde de Araújo 49 s 82                                                                          | Helio de Oliveira 50 s 69                                                 | Pedro Rodrigues 50 s 96                                                 |
| 3 000 m steeple | Benito Nogales 8 min 38 s 95                                                                        | Ricardo Vera 8 min 39 s 86                                                | José Carlos Pereira 8 min 43 s 85                                       |
| 4 × 100 m | Brésil Antônio dos Santos Filho Marcelo Brivilati da Silva Fernando Botasso Robson da Silva 40 s 37 | Espagne Luis Turón Florencio Gascón Carlos Sala Enrique Talavera 40 s 49  | Portugal Luis Barroso Fernando Damasio Pedro Curvelo Luis Cunha 40 s 82 |
| 4 × 400 m | Brésil Inaldo de Sena Helio Gonçalves Geraldo Maranhão Jr. Eronilde de Araújo 3 min 09 s 2          | Espagne Sergio López José Alonso Miguel Cuesta Manuel Moreno 3 min 10 s 9 | (seulement deux équipes)                                                |
| 20 000 marche (piste) | Carlos Mercenario 1 h 25 min 29 s 5                                                                 | Valentí Massana 1 h 25 min 37 s 8                                         | Claudio Luiz Bertolino 1 h 32 min 11 s 9                                |
| Saut en hauteur | Arturo Ortíz 2,21 m                                                                                 | Luciano Bacelli 2,15 m                                                    | Gustavo Becker 2,15 m                                                   |
| Saut à la perche | Ignacio Paradinas 5,15 m                                                                            | José Luis Canales 5,00 m                                                  | Guillermo Salgado 5,00 m                                                |
| Saut en longueur | Paulo de Oliveira 7,82 m (w)                                                                        | Ángel Hernández 7,75 m                                                    | Darío Ruiz 7,68 m                                                       |
| Triple saut | Anísio Silva 16,71 m                                                                                | Francisco dos Santos 16,11 m                                              | Ricardo Valiente 15,78 m                                                |
| Lancer du poids | Gert Weil 19,58                                                                                     | Adilson Oliveira 17,34 m                                                  | Edson Miguel 17,16 m                                                    |
| Lancer du disque | David Martínez 59,30 m                                                                              | João dos Santos 58,14 m                                                   | Ramón Jiménez Gaona 56,38 m                                             |
| Lancer du marteau | Andrés Charadía 68,98 m                                                                             | Alex Marfull 65,36 m                                                      | Antón María Godall 64,94 m                                              |
| Lancer du javelot | Luis Lucumí 72,74 m                                                                                 | Julián Sotelo 68,10 m                                                     | Rodrigo Zelaya 67,28 m                                                  |
| Décathlon | Antonio Peñalver 7 824 pts CR                                                                       | José de Assis 7 480 pts                                                   | Álvaro Burrell 7 176 pts                                                |
| Records et Performances - AR : Record continental (area record) - CR : Record des championnats (championship record) - MR : Record du meeting (meet record) - NR : Record national (national record) - OR : Record olympique (olympic record) - PR : Record paralympique (paralympic record) - PB : Record personnel (personal best) - SB : Meilleure performance personnelle de la saison (season's best) - WL : Meilleure performance mondiale de l'année (world leader) - WJR : Record du monde junior (world junior record) - WR : Record du monde (world record) Circonstances et Conditions - DNF : N'a pas terminé (did not finish) - DNS : N'a pas pris le départ (did not start) - DQ : Disqualification (disqualification) - NM : Aucun essai valable enregistré (No Mark) - Q : Qualifié « directement » au prochain tour (ou à la prochaine compétition), lors d'une compétition majeure, grâce au classement ou à la réalisation des minima (automatic qualifier) - q : Qualifié au prochain tour (ou à la prochaine compétition), lors d'une compétition majeure, grâce au repêchage ou à la réalisation de l'une des meilleures performances parmi celles des « non qualifiés directement » (grâce au meilleur temps ou à la meilleure distance par exemple) (secondary qualifier) | |                                                                           |                                                                         |

### Femmes
| 100 m (vent : +0,6 m/s) | Sandra Myers 11 s 50                                                                                     | Cleide Amaral 11 s 61                                                              | Rita Araújo 11 s 73                                                                                  |
| 200 m (vent : -0,1 m/s) | Cristina Castro 23 s 63                                                                                  | Lucrecia Jardim 23 s 82                                                            | Olga Conte 23 s 96                                                                                   |
| 400 m | Maria Magnólia Figueiredo 51 s 51                                                                        | Blanca Lacambra 53 s 40                                                            | Olga Conte 53 s 85                                                                                   |
| 800 m | Maite Zúñiga 2 min 02 s 22                                                                               | Alejandra Ramos 2 min 02 s 37                                                      | Elsa Amaral 2 min 03 s 57                                                                            |
| 1 500 m | Alejandra Ramos 4 min 13 s 07                                                                            | Estela Estévez 4 min 13 s 96                                                       | Carla Sacramento 4 min 15 s 06                                                                       |
| 3 000 m | Silvana Pereira 9 min 10 s 17 CR                                                                         | Julia Vaquero 9 min 12 s 87                                                        | Fernanda Ribeiro 9 min 19 s 44                                                                       |
| 10 000 m | Carmen Brunet 34 min 41 s 95 CR                                                                          | Silvana Pereira 35 min 04 s 18                                                     | Marineide dos Santos 35 min 13 s 69                                                                  |
| 100 m haies (vent : -1,5 m/s) | María José Mardomingo 13 s 59                                                                            | Carmen Bezanilla 13 s 80                                                           | Ana Barrenechea 14 s 01                                                                              |
| 400 m haies | Liliana Chalá 58 s 31                                                                                    | Mirian Alonso 59 s 20                                                              | Yolanda Tello 59 s 43                                                                                |
| 4 × 100 m | Brésil Vânia Amorim dos Santos Claudiléia Matos Santos Rita de Cássia Araújo Gomes Cleide Amaral 44 s 60 | Espagne Blanca Lacambra Cristina Castro Carmen García-Campero Sandra Myers 45 s 60 | Uruguay Soledad Acerenza Margarita Martirena María del Carmen Mosegui Claudia Acerenza 47 s 10       |
| 4 × 400 m | Brésil Maria Magnôlia Figueiredo Eliane Souza Silva Rosângela Souza Soraya Telles 3 min 32 s 8           | Espagne Blanca Lacambra Esther Lahoz Gemma Bergasa Sandra Myers 3 min 35 s 2       | Uruguay Soledad Acerenza Margarita Martirena Claudia Acerenza, María del Carmen Mosegui 3 min 43 s 6 |
| 10 000 m marche | Reyes Sobrino 46 min 36 s 40 CR                                                                          | Emilia Cano 48 min 14 s 63                                                         | Elsa Abril 52 min 07 s 00                                                                            |
| Saut en hauteur | Orlane dos Santos 1,81 m                                                                                 | Mónica Lunkmoss 1,78 m                                                             | Belén Saenz 1,78 m                                                                                   |
| Saut en longueur | Ana Oliveira 6,27 m                                                                                      | Andrea Ávila 6,16 m                                                                | Emilia Tavares 6,08 m                                                                                |
| Lancer du poids | Elisângela Adriano 16,65 m                                                                               | Margarita Ramos 16,26 m                                                            | Teresa Machado 15,87 m                                                                               |
| Lancer du disque | Teresa Machado 53,92 m                                                                                   | Ángeles Barreiro 51,78 m                                                           | Margarita Ramos 49,74 m                                                                              |
| Lancer du javelot | Mónica Rocha 50,40 m                                                                                     | Zorobabelia Córdoba 44,10 m                                                        | Ana Lucia Silva 32,08 m                                                                              |
| Heptathlon | Orlane dos Santos 5 723 pts CR                                                                           | Ana María Comaschi 5 517 pts                                                       | Zorobabelia Córdoba 5 091 pts                                                                        |
| Records et Performances - AR : Record continental (area record) - CR : Record des championnats (championship record) - MR : Record du meeting (meet record) - NR : Record national (national record) - OR : Record olympique (olympic record) - PR : Record paralympique (paralympic record) - PB : Record personnel (personal best) - SB : Meilleure performance personnelle de la saison (season's best) - WL : Meilleure performance mondiale de l'année (world leader) - WJR : Record du monde junior (world junior record) - WR : Record du monde (world record) Circonstances et Conditions - DNF : N'a pas terminé (did not finish) - DNS : N'a pas pris le départ (did not start) - DQ : Disqualification (disqualification) - NM : Aucun essai valable enregistré (No Mark) - Q : Qualifié « directement » au prochain tour (ou à la prochaine compétition), lors d'une compétition majeure, grâce au classement ou à la réalisation des minima (automatic qualifier) - q : Qualifié au prochain tour (ou à la prochaine compétition), lors d'une compétition majeure, grâce au repêchage ou à la réalisation de l'une des meilleures performances parmi celles des « non qualifiés directement » (grâce au meilleur temps ou à la meilleure distance par exemple) (secondary qualifier) | |                                                                                    | |

## Tableau des médailles
- Pays hôte

| Rang  | Nation    | Or | Argent | Bronze | Total |
| ----- | --------- | -- | ------ | ------ | ----- |
| 1     | Brésil    | 17 | 12     | 8      | 37    |
| 2     | Espagne   | 14 | 19     | 10     | 43    |
| 3     | Portugal  | 2  | 1      | 9      | 12    |
| 4     | Argentine | 2  | 3      | 3      | 8     |
| 5     | Chili     | 2  | 3      | 1      | 6     |
| 6     | Colombie  | 1  | 1      | 2      | 4     |
| 7     | Mexique   | 1  | 0      | 2      | 3     |
| 8     | Équateur  | 1  | 0      | 0      | 1     |
| 9     | Uruguay   | 0  | 1      | 2      | 3     |
| 10=   | Paraguay  | 0  | 0      | 1      | 1     |
| 10=   | Pérou     | 0  | 0      | 1      | 1     |
| Total | Total     | 40 | 40     | 39     | 119   |